# Дисвинецгепталитий
Дисвинецгептали́тий — бинарное неорганическое соединение, интерметаллид свинца и лития состава Li7Pb2. 

## Физические свойства
Кристаллизуется в гексагональной сингонии, пространственная группа P 63/mmc, параметры ячейки a = 0,4751 нм, c = 0,8589 нм, Z = 1.
Соединение конгруэнтно плавится при температуре 726 °C.
В некоторых работах соединению приписывают формулу Li10Pb3 — кристаллы кубической сингонии, параметры ячейки a = 1,0082 нм, Z = 4.

## Химические свойства
Соединение энергично реагирует с водой, выделяя водород:
{\displaystyle {\mathsf {2Li_{7}Pb_{2}+14H_{2}O\ {\xrightarrow {\ }}\ 14LiOH+7H_{2}\uparrow +4Pb}}}
Кроме того, при повышенных температурах оно реагирует с кислородом воздуха.

## Применение
Дисвинецгепталитий рассматривается в качестве одного из наиболее подходящих кандидатов на роль материала для твердофазных бланкетов-размножителей термоядерных реакторов. Соединение содержит 0,49 г/см3 лития. Оба природных изотопа лития способны превращаться в тритий, реагируя с нейтронами, излучаемыми активной зоной реактора:
{\displaystyle {}_{3}^{6}\mathrm {Li} \ +\ _{0}^{1}\mathrm {n} \ \rightarrow \ _{1}^{3}\mathrm {T} \ +\ _{2}^{4}\mathrm {He} ;}
{\displaystyle {}_{3}^{7}\mathrm {Li} \ +\ _{0}^{1}\mathrm {n} \ \rightarrow \ _{1}^{3}\mathrm {T} \ +\ _{2}^{4}\mathrm {He} +\ _{0}^{1}\mathrm {n} .}
Образующийся тритий удерживается в кристаллической решётке в течение кампании. Впоследствии бланкет переплавляется, тритий собирается и используется в качестве одного из компонентов термоядерного топлива в следующем цикле.
Свинец (который почти не активируется нейтронами и эффективно поглощает гамма-кванты) служит в качестве биологической защиты. Кроме того, свинец является размножителем быстрых нейтронов по реакции 207Pb(n, 2n)206Pb и аналогичным реакциям на других его изотопах.